# Sorokpolány
Sorokpolány [šorok-poláň] je obec v Maďarsku v župě Vas, spadající pod okres Szombathely. Vznikla v roce 1939 spojením dvou do té doby samostatných obcí Sorokújfalu (západní část) a Sorkipolány (východní část). Nachází se asi 13 km jihovýchodně od Szombathely a asi 221 km jihozápadně od Budapešti. V roce 2024 zde žilo 762 obyvatel.
Sídlo Sorkipolány, jehož první část názvu odkazuje na potok Sorok, který zde protéká, a druhá část je slovanského podobu (pochází ze slova polanya, znamenající otevřená neúrodná oblast, rovina), se poprvé zmiňuje roku 1265 v podobě Pulan. Sídlo Sorokújfalu pravděpodobně vzniklo později, jelikož jeho druhá část má stejný význam jako česká Nová Ves.
Ve vesnici se nachází zámek Kolos-Szapáry z poloviny 19. století a kostel Nanebevzetí Panny Marie, který pochází z 15. století a byl původně gotický, v roce 1842 přestavěný. Nachází se zde rovněž mauzoleum a dva hřbitovy, jeden v západní, jeden ve východní části.
Obcí prochází vedlejší silnice 8704, která ji spojuje s hlavní silnicí 86 a obcí Rábahídvég, a vedlejší silnice 8442, která ji spojuje s obcí Sorkikápolna. Obec není napojena na železniční trať, nejbližší zastávka je vzdálená 3 km a nachází se mezi obcemi Sorkikápolna a Sorkifalud.

## Sousední obce
| Růžice kompasu | Balogunyom    |                  |              | Růžice kompasu |
| Růžice kompasu | Kisunyom      | Sever            | Sorkikápolna | Růžice kompasu |
| Růžice kompasu | Kisunyom      | Sorokpolány      | Sorkikápolna | Růžice kompasu |
| Růžice kompasu | Kisunyom      | Jih              | Sorkikápolna | Růžice kompasu |
| Růžice kompasu | Egyházasrádóc | Nemesrempehollós |              | Růžice kompasu |